# Burleson (Teksas)
Burleson – miasto w Stanach Zjednoczonych, w stanie Teksas na granicy hrabstw Johnson i Tarrant. Według spisu z 2020 roku liczyło 47,6 tys. mieszkańców. Jest przedmieściem Fort Worth.
W 2021 roku zostało wymienione przez Yahoo!Finance jako 9-te najbardziej konserwatywne miasto w Stanach Zjednoczonych. 